# Missão das Nações Unidas para o referendo no Saara Ocidental

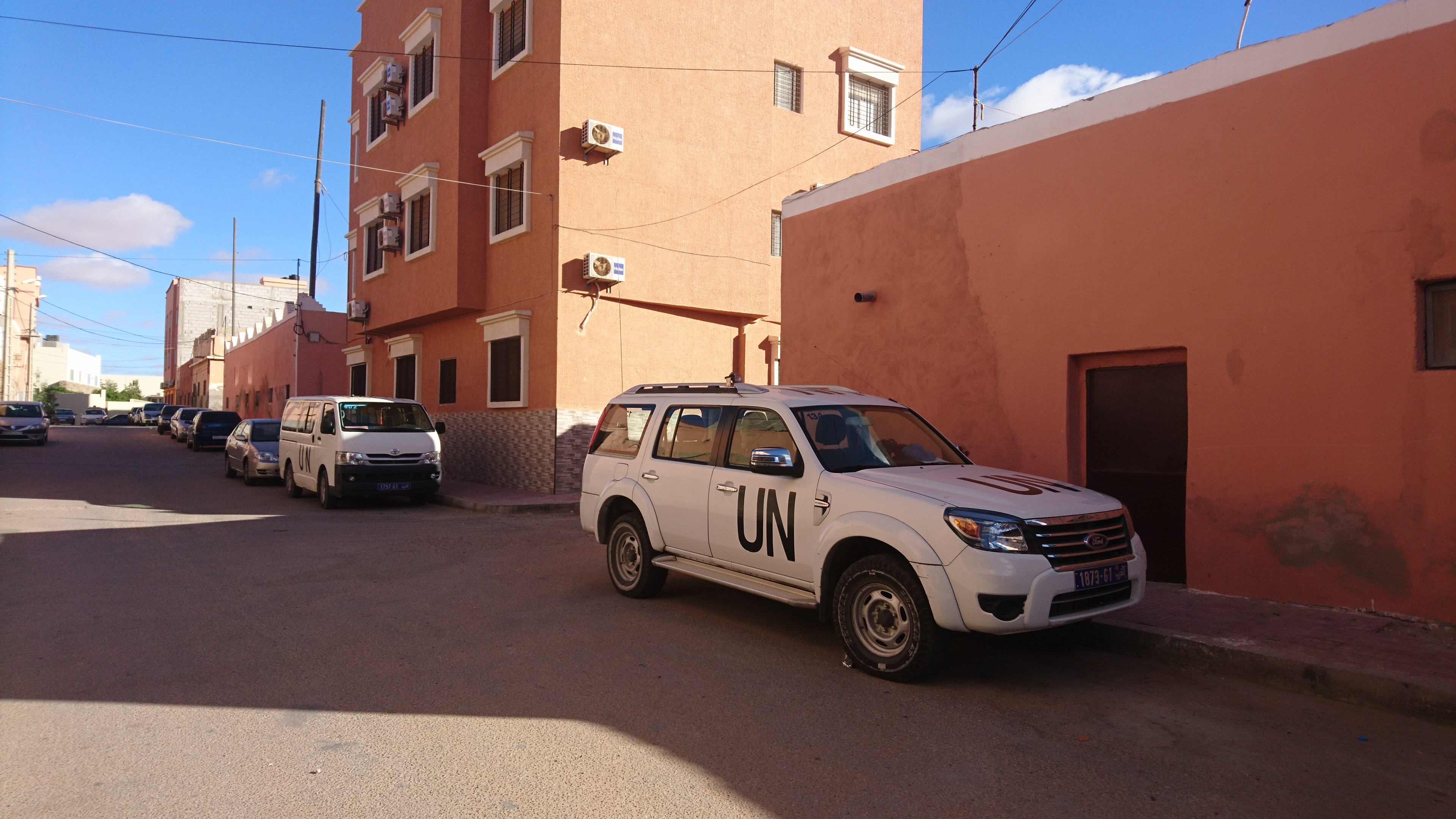

A Missão das Nações Unidas para o referendo no Saara Ocidental conhecida por MINURSO é a missão das Nações Unidas para a manutenção da paz no Saara Ocidental criada em 1991. O nome é o acrónimo francês para "Mission des Nations unies pour l'Organisation d'un Référendum au Sahara Occidental" - Missão das Nações Unidas para o referendo no Saara Ocidental.